# Masoala madagascariensis
Masoala madagascariensis là loài thực vật có hoa thuộc họ Arecaceae. Loài này được Jum. mô tả khoa học đầu tiên năm 1933.